# Miosolenopsis
Miosolenopsis é um gênero de insetos, pertencente a família Formicidae.. O único representante é o extinto Miosolenopsis fossilis.